# Phenylquecksilber(II)-nitrat
Phenylquecksilber(II)-nitrat ist eine chemische Verbindung des aus der Gruppe der organischen Quecksilberverbindungen.

## Eigenschaften
Phenylquecksilber(II)-nitrat ist ein brennbarer, schwer entzündbarer, weißer, geruchloser Feststoff, der sehr schwer löslich in Wasser ist.

## Verwendung
Phenylquecksilber(II)-nitrat wurde wie andere Phenylquecksilbersalze als Konservierungsmittel verwendet.